# Lemnalia bournei
Lemnalia bournei is een zachte koraalsoort uit de familie Nephtheidae. De koraalsoort komt uit het geslacht Lemnalia. Lemnalia bournei werd in 1933 voor het eerst wetenschappelijk beschreven door Roxas. 